# Bodaki (województwo podlaskie)
Bodaki – wieś w Polsce położona w województwie podlaskim, w powiecie bielskim, w gminie Boćki.
| SIMC    | Nazwa    | Rodzaj  |
| ------- | -------- | ------- |
| 0024101 | Bodaczki | kolonia |

W latach 1975–1998 miejscowość administracyjnie należała do województwa białostockiego.
17 maja 1945, podczas przeprowadzonej przez NKWD pacyfikacji, w nierównej walce zginęło 24 żołnierzy NSZ dowodzonych przez por. Zbigniewa Zalewskiego ps. „Orłowski”, „Drzymała” i jego zastępcę sierż. Augustyna Dobrowolskiego ps. „Kruk”. Zamordowano również 3 gospodarzy. Partyzantów pochowano na cmentarzach w Klichach i Łubinie.
Wierni kościoła rzymskokatolickiego należą do parafii Wniebowzięcia Najświętszej Maryi Panny w Łubinie Kościelnym.